# Quercus helferiana
Quercus helferiana är en bokväxtart som beskrevs av A.Dc. Quercus helferiana ingår i släktet ekar, och familjen bokväxter. Inga underarter finns listade.